# Mustalampi (sjö i Finland, Södra Österbotten)
Mustalampi är en sjö i Finland. Den ligger i kommunen Lappajärvi i landskapet Södra Österbotten, i den centrala delen av landet, 300 km norr om huvudstaden Helsingfors. Mustalampi ligger 122 meter över havet. I omgivningarna runt Mustalampi växer i huvudsak blandskog. Arean är 11 hektar och strandlinjen är 1,39 kilometer lång. Sjön  ingår i Lappo å huvudavrinningsområde. 